# Viru-Nigula kommun
Viru-Nigula vald (estniska: Viru-Nigula vald) är en kommun i landskapet Lääne-Virumaa i norra Estland. Kommunen ligger vid Finska viken, cirka 100 km öster om huvudstaden Tallinn. Staden Kunda utgör kommunens centralort.
Den 21 oktober 2017 uppgick Kunda stad samt Aseri kommun i Viru-Nigula kommun. Samtidigt med detta fördes området motsvarande tidigare Aseri kommun över från landskapet Ida-Virumaa till Lääne-Virumaa.

## Geografi
Terrängen i Viru-Nigula kommun är platt.

## Orter
I Viru-Nigula kommun finns en stad, två småköpingar samt 43 byar.

### Städer
- Kunda (centralort)

### Småköpingar
- Aseri
- Viru-Nigula

### Byar
- Aasukalda
- Aseriaru
- Iila
- Kabeli
- Kaliküla
- Kalvi
- Kanguristi
- Kestla
- Kiviküla
- Koila
- Koogu
- Kunda
- Kurna
- Kutsala
- Kuura
- Kõrkküla
- Kõrtsialuse
- Letipea
- Linnuse
- Mahu
- Malla
- Marinu
- Metsavälja
- Nugeri
- Ojaküla
- Oru
- Paasküla
- Pada
- Pada-Aruküla
- Pikaristi
- Pärna
- Rannu
- Samma
- Selja
- Siberi
- Simunamäe
- Toomika
- Tüükri
- Unukse
- Varudi
- Vasta
- Villavere
- Võrkla